# Lintneria smithi
Lintneria smithi е вид насекомо от семейство Sphingidae. Видът е критично застрашен от изчезване.

## Разпространение
Видът е разпространен в Южна Аризона, югоизточните части на Ню Мексико и Сонора в северозападно Мексико.